# Лопушанський Володимир Миколайович
Володи́мир Микола́йович Лопуша́нський (справжнє прізвище — Гомич-Лопушанський); 16 листопада 1903, Ходорів Австро-Угорщина — 27 березня 1987, Львів) — український письменник, редактор.

## Життєпис
1929 року закінчив Львівський університет, водночас до 1930 року навчався в школі підхорунжих, з 1927 р. редагував і видавав газету «Літературні вісти», пізніше — редактор газети «Неділя». Співпрацював з видавництвом «Червона Калина» (Львів), в якому опублікував низку книг військової тематики.
У 1934—1941 жив у м. Холмі, де заснував і керував роботою української книгарні.
Автор низки історичних творів: повісті «У споконвічному вирі: повісті з часів визвольних змагань 1914—1920 рр.» (1927; інсценізована в 1936 під назвою «Встоятись не було сили»), «Гомін душі», «Перемога. Повість з визвольної війни» (обидві 1939), «Обжаловую» (1939), драми «Ой біда, біда чайці небозі» (1936; все — Львів), в яких розповів про участь галичан у Першій світовій війні, відтворив історію Легіону українських січових стрільців. П'єси «Садок вишневий коло хати. Чорна колиска» (1936) і «Чорна колиска. У кріпацькій тьмі» (1937) присвятив життя і творчості Тараса Шевченка.
1944 року повернувся до Львова. 1952 року був заарештований за звинуваченням в антирадянській діяльності, засуджений на 10 років ув'язнення. Реабілітований 1956 року.

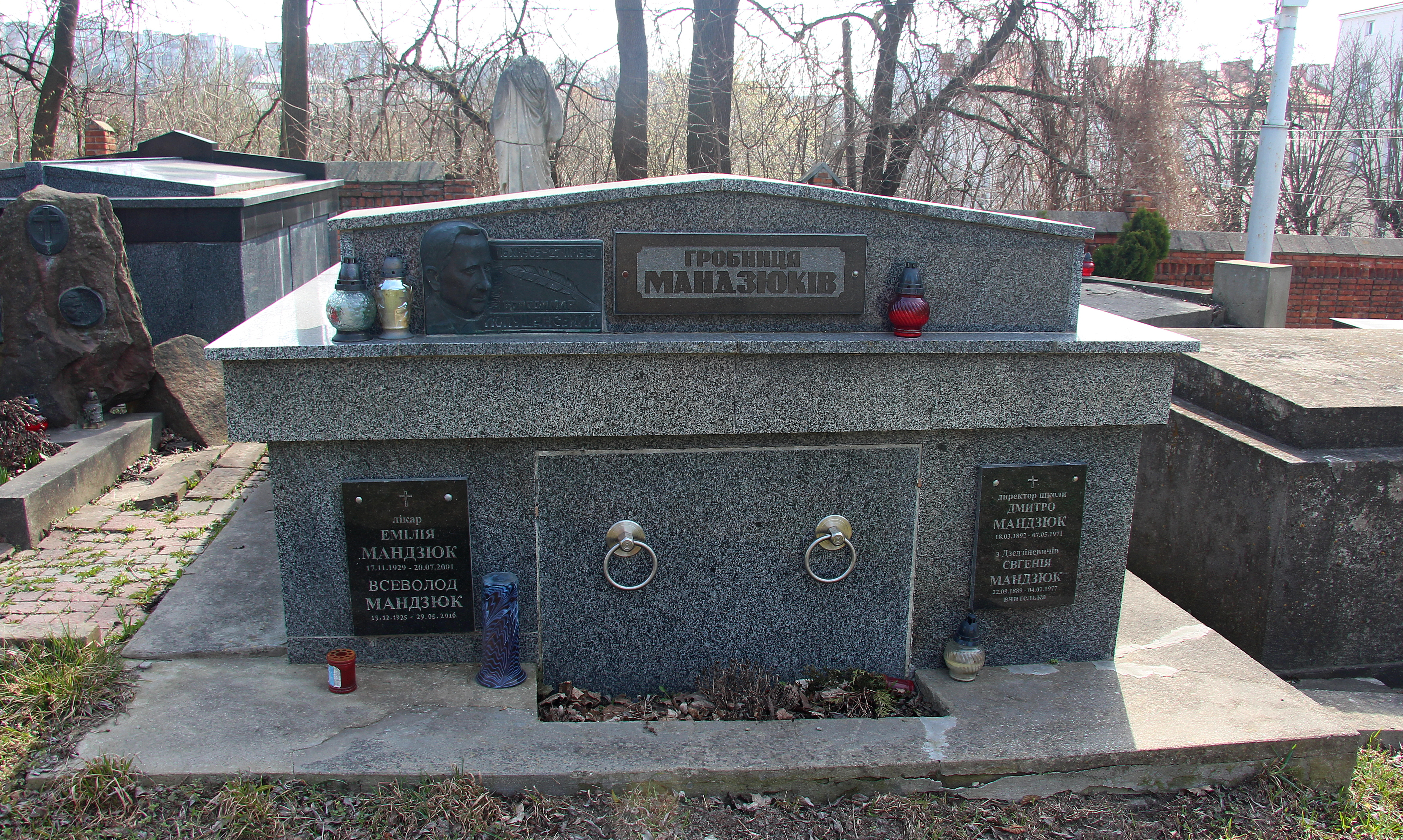
Поховання Володимира Лопушанського

Помер у Львові 1987 року. Похований на 70 полі Личаківського цвинтаря в гробівці родини Мандзюків.

## Вшанування пам'яті

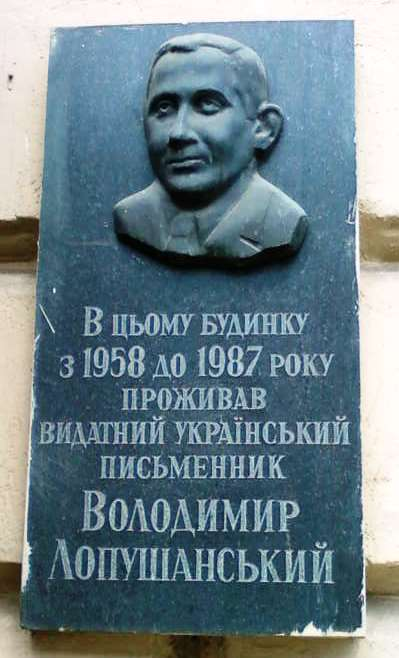
Меморіальна дошка Володимиру Лопушанському у Львові

На будинку по вул. Личаківська, 75-77, де в 1958—1987 роках жив письменник, встановлено меморіальну дошку.

## Видання
- Лопушанський В. Садок вишневий коло хати…: П'єса. — Холм : На сторожі, 1940. — 15 с.